# 손길호
손길호(孫吉鎬, 1967년 8월 3일 ~ )는 전 KBO 리그 롯데 자이언츠의 선수이다.
성균관대를 졸업했고, 우투우타였다. 1990년에 프로에 데뷔해 이듬해까지 109경기에 나서 163타수 24안타 (홈런 1) 타율 0.147을 기록했다.

## 출신학교
- 월성중학교
- 포철공고
- 성균관대학교